# رواية اجتماعية إسبانية
| أدب إسباني |
| --- |
| |
| أدب ألفونسو العاشر أدب العصور الوسطى الترجمات في العصر الذهبي الإسباني أدب عصر النهضة رواية فروسية رواية شطارية رواية بيزنطية ميغيل دي ثيربانتس أدب الباروك أدب عصر التنوير أدب الرومانسية أدب الواقعية أدب الحداثة الأولترايسمو جيل 98 جيل 1914 جيل 27 جيل الخمسينات رواية اجتماعية إسبانية ما بعد الحرب |
| انظر أيضًا |
| نقد أدبي • الانطباعية • رومانسية المدرسة الإبداعية • النقد أدب بورتوريكو • البوم الأمريكي اللاتيني البرناسي • واقعية أدبية • طبعانية الرومانسية الجديدة • العبثية في الأدب • باروكية • واقعية سحرية حداثة • كلاسيكية • سريالية • رمزية                                                                    |

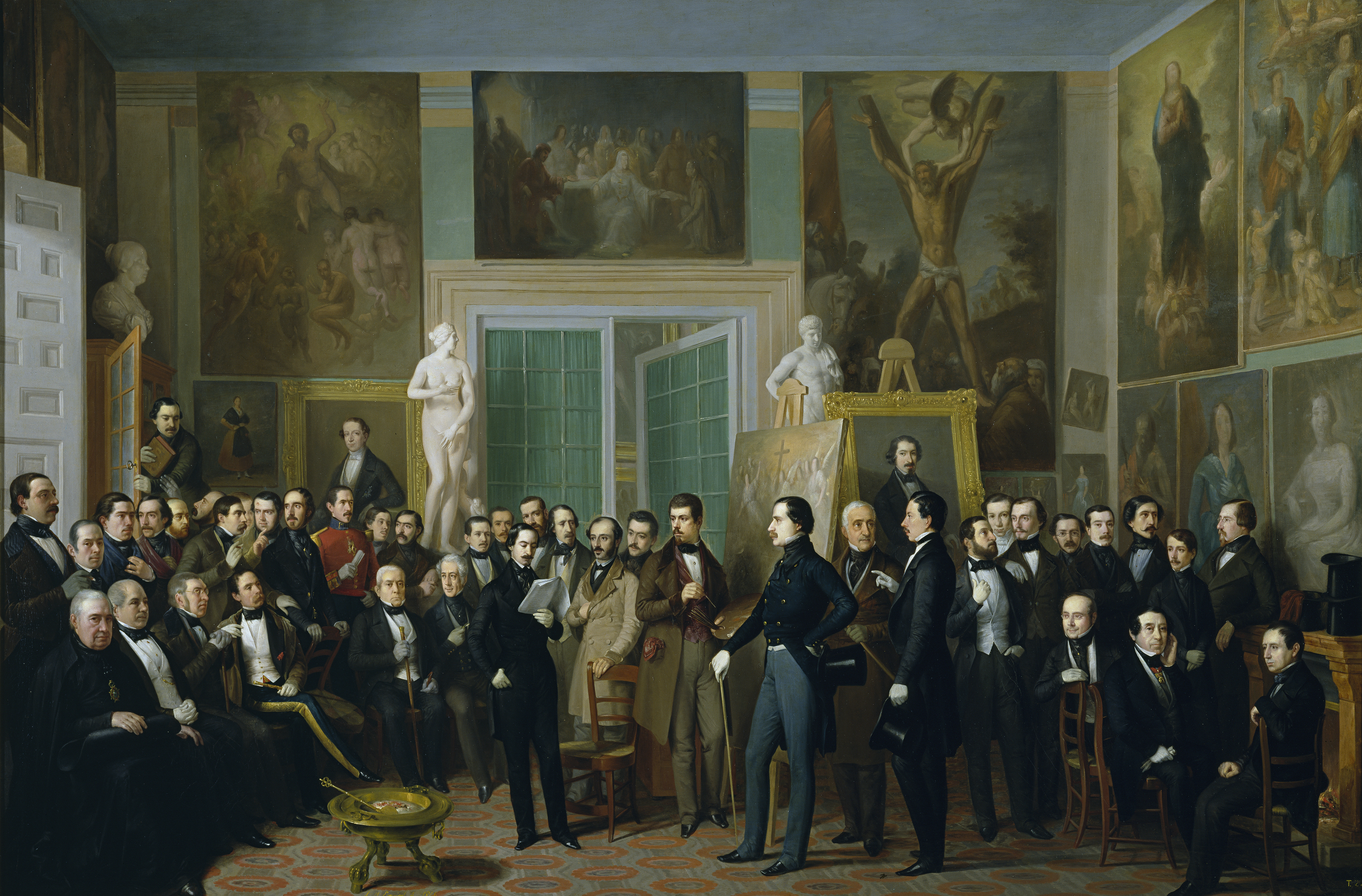
لوحة "الشعراء المعاصرون" للفنان الإسباني أنطونيو ماريا إسكيفيل (1806-1857)

الرواية الاجتماعية الإسبانية أو رواية الخمسينات أو الواقعية الاجتماعية في إسبانيا (بالإسبانية: Novela social española)‏ هي نوع أدبي ظهر في إسبانيا في الفترة ما بين أعوام 1955 و1962. تتميز بالموضوعية والنقد الاجتماعي أو الالتزام الأيديولوجي، والذي يهدف إلى الدفاع عن فكرة سياسية مجتمعية معينة. فهناك إتجاهان رئيسان يبرهنان على مقاربتهما للموضوعية والواقعية النقدية، وهما على الترتيب الرواية الفرنسية الجديدة والواقعية الإيطالية الجديدة. وتشير الموضوعية إلى الحياد المطلق من جانب الراوي، الذي يتمثل في صورة «كاميرا» تصور الأحداث فقط دون أدنى تدخل منه. فتنطلق شخوص العمل معبرة عن نفسها بحرية مطلقة، ويُغفل وجود «الراوية» مفسحًا الطريق للحقيقة لتبرز بصورتها الواقعية. وبالمثل تبرز الشخصيات النمطية التي تمثل فئة اجتماعية محددة أو مجموعة من الأشخاص. بمعنى آخر لا تحتمل سمات فردية. وفي المقابل، تكون الحبكة بسيطة للغاية، فيما يخدم النقد الاجتماعي اقتصاديات البؤس في المجتمع الإسباني. يبحث ذلك المنحى عن الحقيقة ويسعى إلى استنفار الوعي الإسباني. وترتكز موضوعاته على إبراز مشكلات اجتماعية محددة مثل استعباد العامل الأجير والبؤس ومعاناة الطلاب والحياة اليائسة لأصحاب المعاشات، على سبيل المثال. بالإضافة إلى تقديم شهادة توثيقية لمواقف الافتقار للعدالة الاجتماعية في إسبانيا فيما بعد الحرب الأهلية.